# ثيودور موتسكين
ثيودور صموئيل موتسكين (بالإنجليزية: Theodore Samuel Motzkin) (26 مارس 1908 - 15 ديسمبر 1970) كان عالم رياضيات إسرائيلي أمريكي.

## سيرة شخصية
ذهب والد موتزكين، ليو موتزكين، وهو يهودي أوكراني، إلى برلين في سن الثالثة عشرة لدراسة الرياضيات. تابع الدراسات الجامعية في هذا الموضوع وقبله ليوبولد كرونيكر كطالب دراسات عليا، لكنه ترك المجال للعمل في الحركة الصهيونية قبل أن ينهي أطروحة.
نشأ موتسكين في برلين وبدأ في دراسة الرياضيات في سن مبكرة أيضًا، ودخل الجامعة عندما كان عمره 15 عامًا فقط. حصل على الدكتوراه في عام 1934 من جامعة بازل تحت إشراف ألكساندر أوستروفسكي لأطروحة عن موضوع البرمجة الخطية
في عام 1935 ، تم تعيين موتسكين في الجامعة العبرية في القدس، مما ساهم في تطوير المصطلحات الرياضية باللغة العبرية. في عام 1936 كان المتحدث المدعو في المؤتمر الدولي لعلماء الرياضيات في أوسلو. خلال الحرب العالمية الثانية، عمل كمشفّر للحكومة البريطانية.
في عام 1948، انتقل موتسكين إلى الولايات المتحدة. بعد عامين في جامعة هارفارد وبوسطن، تم تعيينه في جامعة كاليفورنيا في عام 1950، وأصبح أستاذاً في عام 1960. كان يعمل هناك حتى تقاعده.

## مساهمات في الرياضيات
تضمنت رسالة موتزكين مساهمة مهمة في النظرية الناشئة للبرمجة الخطية (LP)، لكن أهميتها لم يتم الاعتراف بها إلا بعد ظهور ترجمة باللغة الإنجليزية في عام 1951. وقال إنه سيستمر في لعب دور مهم في تطوير LP أثناء وجوده في جامعة كاليفورنيا. بصرف النظر عن ذلك، نشر موتسكن حول مشاكل متنوعة في الجبر، نظرية الرسوم البيانية، نظرية التقريب، التركيبات، التحليل العددي، الهندسة الجبرية ونظرية الأعداد.